# Sottogruppo
Un sottoinsieme H di un gruppo G è un sottogruppo se è un gruppo con l'operazione definita in G.
Ogni gruppo G contiene almeno due sottogruppi: il gruppo G stesso, ed il sottogruppo banale formato unicamente dall'elemento neutro di G (naturalmente questi coincidono se {\displaystyle G} ha un solo elemento).
Un sottogruppo si dice proprio se H è un sottoinsieme proprio di G.

## Proprietà dei sottogruppi
Nel seguito, sia {\displaystyle G} un gruppo rispetto all'operazione {\displaystyle *}, e sia {\displaystyle a^{-1}} l'inverso di {\displaystyle a\in G}.

### Definizioni alternative
H è un sottogruppo di G se e solo se è non-vuoto, ed è chiuso rispetto al prodotto e all'inverso. In altre parole:
- per ogni a e b in H, il loro prodotto {\displaystyle a*b} è ancora in H;
- per ogni a in H l'inverso {\displaystyle a^{-1}} è ancora in H.

Alternativamente, possiamo chiedere che:
- per ogni a e b in H il prodotto {\displaystyle a*b^{-1}} è ancora in H.

Se H è finito, è un sottogruppo se e solo se è non vuoto, e chiuso rispetto al prodotto.

### Intersezione e generatori
L'intersezione di due sottogruppi H e H'  è ancora un sottogruppo di G. Invece l'unione insiemistica di due sottogruppi è un sottogruppo se e solo se uno dei due sottogruppi contiene l'altro.
Se S è un sottoinsieme di G, esiste un sottogruppo più piccolo fra quelli che contengono S, che viene indicato con <S> e chiamato il sottogruppo generato da S. Un elemento di G è in <S> se e solo se è il prodotto di un numero finito di elementi di S o dei loro inversi.
Ogni elemento a genera quindi un sottogruppo ciclico <a>. Se <a> è isomorfo a Z/nZ per qualche intero positivo n, allora n è il più piccolo naturale per cui an = e, e n è l'ordine di a. Se <a> è isomorfo a Z, allora a ha ordine infinito.
I sottogruppi formano un reticolo completo con l'inclusione.

### Proprietà preservate
- Un sottogruppo di un gruppo finito è finito.
- Un sottogruppo di un gruppo abeliano è abeliano.
- Un sottogruppo di un gruppo ciclico è ciclico.

## Esempi
Sia G il gruppo abeliano i cui elementi sono 
G={0,2,4,6,1,3,5,7}
e la cui operazione è l'addizione modulo 8, riassunta nella tavola di composizione seguente.
| + | 0 | 2 | 4 | 6 | 1 | 3 | 5 | 7 |
| - | - | - | - | - | - | - | - | - |
| 0 | 0 | 2 | 4 | 6 | 1 | 3 | 5 | 7 |
| 2 | 2 | 4 | 6 | 0 | 3 | 5 | 7 | 1 |
| 4 | 4 | 6 | 0 | 2 | 5 | 7 | 1 | 3 |
| 6 | 6 | 0 | 2 | 4 | 7 | 1 | 3 | 5 |
| 1 | 1 | 3 | 5 | 7 | 2 | 4 | 6 | 0 |
| 3 | 3 | 5 | 7 | 1 | 4 | 6 | 0 | 2 |
| 5 | 5 | 7 | 1 | 3 | 6 | 0 | 2 | 4 |
| 7 | 7 | 1 | 3 | 5 | 0 | 2 | 4 | 6 |

Questo gruppo ha due sottogruppi non banali: J={0,4} e H={0,2,4,6}, dove J è anche un sottogruppo di H.

## Classi laterali e Teorema di Lagrange
Sia H un sottogruppo di G. La relazione su G
{\displaystyle a\sim b\Leftrightarrow ab^{-1}\in H}
è una relazione d'equivalenza, e induce quindi una partizione di G.
Dato un elemento a, la classe laterale destra di H associata ad a è l'insieme
{\displaystyle Ha=\{ha|h\in H\}.}
Si dimostra facilmente che i sottoinsiemi che formano la partizione di G sono le classi laterali destre di H. Due elementi a e a'  danno la stessa classe destra se e solo se sono in relazione d'equivalenza. Il numero di queste classi è detto l'indice di H in G ed è indicato dal simbolo [G : H].
Poiché a è invertibile, la mappa 
{\displaystyle \phi :H\rightarrow Ha,\quad \phi (h)=ha}
è una biiezione, per ogni a. Da questo fatto segue il teorema di Lagrange, che dice che se G è finito 
{\displaystyle [G:H]={o(G) \over o(H)}}
dove o(G) e o(H) sono gli ordini (cioè il numero di elementi) di G e H.
Quindi, se H è un sottogruppo di un gruppo finito G, l'ordine di H deve dividere l'ordine di G.
Si definiscono analogamente le classi laterali sinistre, ottenendo lo stesso risultato. Se
aH = Ha per ogni a (cioè le classi sinistre e destre coincidono), allora H è un sottogruppo normale.